# Odilo Pedro Scherer

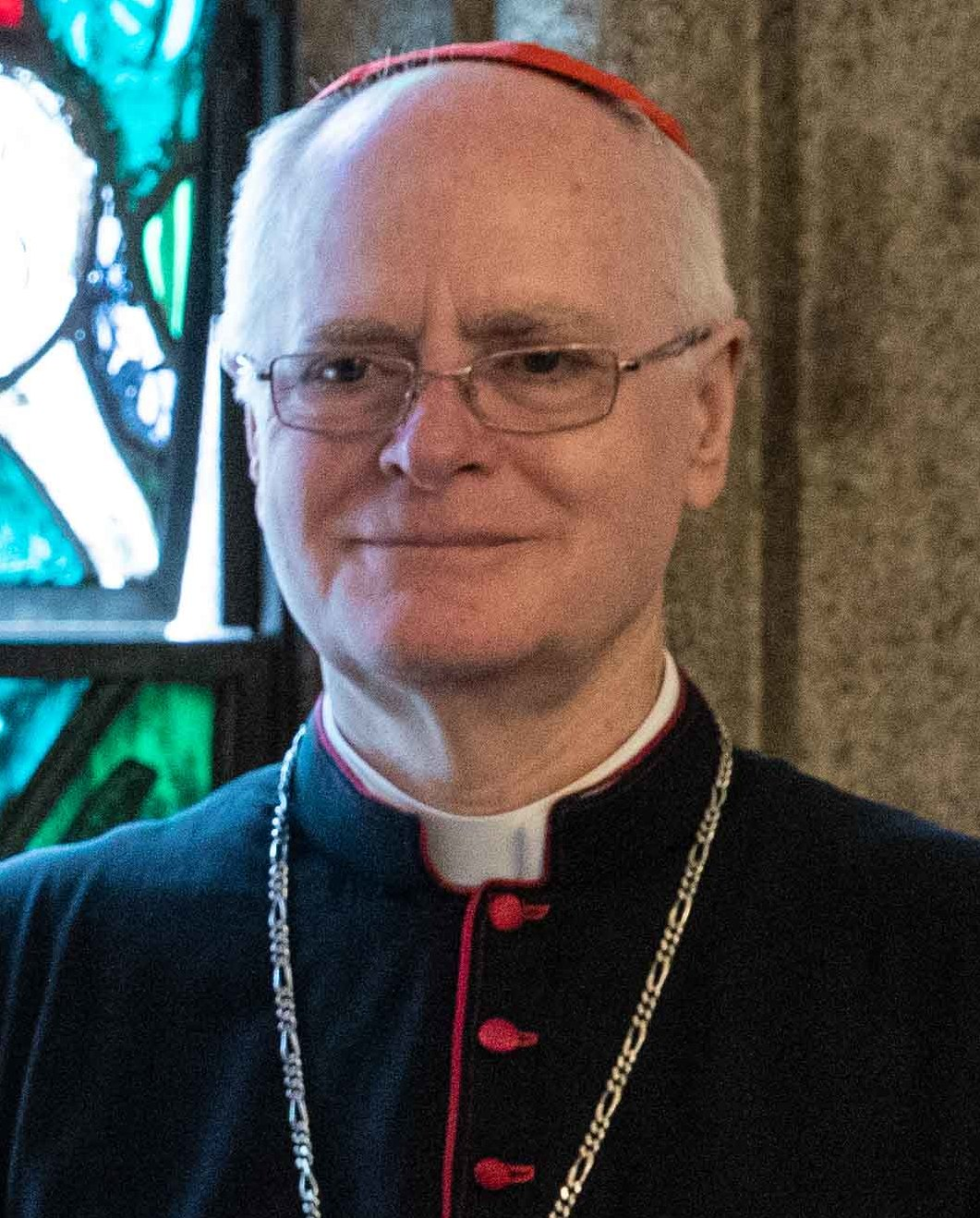
Odilo Kardinal Scherer (2018)

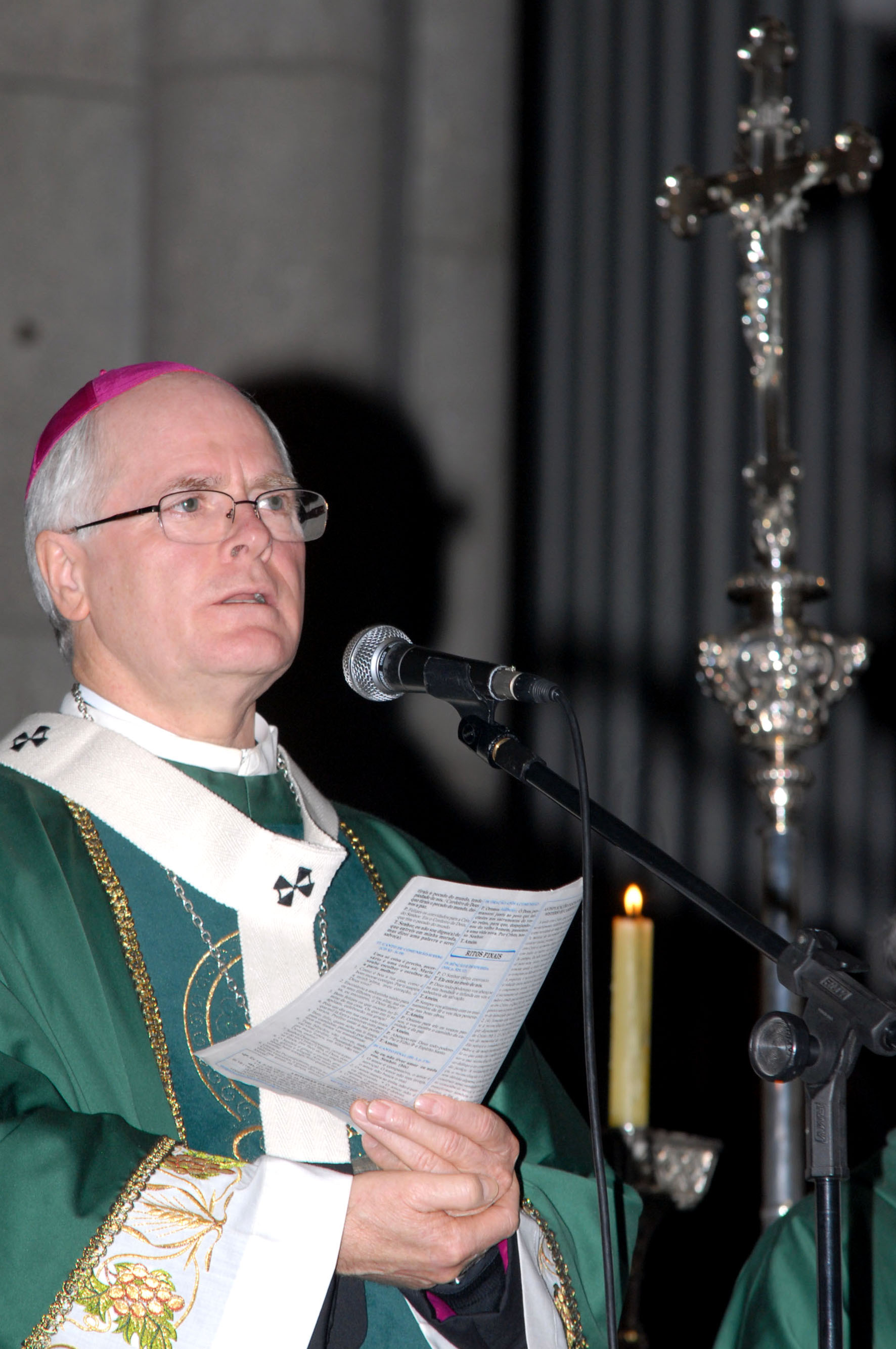
Erzbischof Scherer (2007)

Kardinalswappen von Odilo Pedro Scherer

Odilo Pedro Kardinal Scherer, auch Dom Odilo, (* 21. September 1949 in Cerro Largo (Rio Grande do Sul), Brasilien als Otto Scherer) ist ein brasilianischer Geistlicher und amtierender Erzbischof von São Paulo, der mit 5,2 Millionen Katholiken drittgrößten Diözese der Welt.

## Familie
Der Deutschbrasilianer Odilo Pedro Scherer wurde als eines von elf Kindern von Edwino Scherer und dessen Ehefrau Francisca geb. Steffens geboren. Seine Vorfahren sind in den 1880er Jahren aus dem saarländischen Theley ausgewandert.
Scherer ist ein Neffe von Alfredo Vicente Kardinal Scherer.

## Leben

### Aus- und Weiterbildung
Scherer studierte von 1963 bis 1969 Katholische Theologie und Philosophie am Priesterseminar Seminário São José in Curitiba. Am Seminário Maior Rainha dos Apóstolos in Curitiba vertiefte er seine philosophischen Studien und studierte von 1970 bis 1975 Bildungswissenschaften an der Universidade de Passo Fundo in Passo Fundo. Am 7. Dezember 1976 empfing er durch Erzbischof Armando Círio in Quatro Pontes das Sakrament der Priesterweihe. Nach Abschluss eines theologischen Aufbaustudiums an der Päpstlichen Katholischen Universität von Paraná in Curitiba absolvierte er von 1994 bis 1996 ein philosophisches Masterstudium an der Päpstlichen Universität Gregoriana in Rom. Als Seminarist am  Päpstlichen Brasilianischen Pius-Kolleg absolvierte er von 1988 bis 1991 ein Doktoratsstudium zum Doctor theologiae an der römischen Gregoriana.
Er absolvierte verschiedene Weiterbildungen, wie zur didaktischen Methodenlehre an der Bundesuniversität von Rio Grande do Sul in Porto Alegre, der deutschen Sprache am Goethe-Institut in Staufen im Breisgau, der französischen Sprache an der Universität Lyon und der englischen Sprache in London.
Von 1983 bis 1985 war er zusammen mit Zeno Hastenteufel und Jacinto Bergmann als Student in Rom zeitweise als Urlaubsvertretung in der Pfarrgemeinde Verklärung Christi in Bad Vilbel tätig.

### Hochschullehrer
Odilo Scherer war Rektor und Professor am Priesterseminar Seminário Diocesano São José in Cascavel (1977–1978), am Diözesanseminar Seminário Diocesano Maria Mãe da Igreja in Toledo (1979–1982, 1993) sowie am Centro Interdiocesano de Teologia de Cascavel (Cintec) (1991–1993).
Bevor Scherer von 1985 bis 1988 als Seelsorger in Toledo arbeitete, lehrte er Philosophie an der Faculdade de Ciências Humanas Arnaldo Busatto (1980–1985) und Katholische Theologie am Instituto de Filosofia e Teologia Paulo VI (IFITEPS) (1985). Danach unterrichtete er bis 1994 an der Universidade Federal do Paraná. Von 1994 bis 2001 war Odilo Pedro Scherer Offizial in der Kongregation für die Bischöfe.

### Weihbischof in São Paulo (2002–2007)
Am 28. November 2001 ernannte ihn Papst Johannes Paul II. zum Weihbischof in São Paulo und zum Titularbischof von Novi. Die Bischofsweihe am 2. Februar 2002 spendete ihm der Erzbischof von São Paulo, Cláudio Kardinal Hummes; Mitkonsekratoren waren Armando Círio OSI, Alterzbischof von Cascavel, und Anuar Battisti, Bischof von Toledo. Sein bischöflicher Wahlspruch ist In meam commemorationem. Das Amt als Weihbischof trat Odilo Pedro Scherer am 9. März 2002 an.
Er war von 2003 bis 2007 Generalsekretär der Brasilianischen Bischofskonferenz.

### Erzbischof von São Paulo
Am 21. März 2007 wurde Odilo Pedro Scherer von Papst Benedikt XVI. zum Erzbischof von São Paulo ernannt. Die Inthronisation erfolgte am 29. April 2007. Als Erzbischof von São Paulo ist er Großkanzler der Päpstlichen Katholischen Universität von São Paulo (PUC-SP), einer der größten Universitäten in Brasilien.
Im Mai 2007 war Erzbischof Scherer stellvertretender Generalsekretär der V. Generalkonferenz des Episkopats von Lateinamerika und der Karibik in Aparecida. Am 24. November 2007 nahm ihn Benedikt XVI. als Kardinalpriester mit der Titelkirche Sant’Andrea al Quirinale in das Kardinalskollegium auf.
Odilo Kardinal Scherer wurde zusammen mit dem Erzbischof von Bombay, Oswald Kardinal Gracias, und dem Präfekten der Kongregation für die Glaubenslehre, William Joseph Kardinal Levada durch Papst Benedikt XVI. als delegierter Präsident der 12. Bischofssynode (5. bis 26. Oktober 2008) ernannt.
Zu den Kommunalwahlen 2012 in São Paulo gab Scherer als Erzbischof von São Paulo zusammen mit seinen Weihbischöfen eine 10-Punkte-Leitlinie zur Wahl («Nota orientando para voto consciente» (deutsch: „Leitlinie für die bewusste Stimme“)) heraus.
Odilo Scherer ist Großprior der Statthalterei São Paulo des Ritterordens vom Heiligen Grab zu Jerusalem.

## Wirken
Odilo Scherer engagiert sich für die Sozialpastoral und vertritt zunehmend öffentlich Positionen für gesellschaftliche und religiöse Fragen.
Scherer beklagt eine sich weltweit bildende Kultur ohne solide, konsistente Werte, voller Subjektivismus und totalem Werterelativismus, insbesondere in Bezug auf ethische, anthropologische und religiöse Werte. Er spricht von einer „Kultur des totalen Subjektivismus“.
Er tritt ein für eine „Wirtschaft in Gemeinschaft“, die auf der Katholischen Soziallehre basiert.
Im Februar 2008 berief Benedikt XVI. Scherer in das Kardinal-Kontrollgremium der Vatikanbank Istituto per le Opere di Religione (IOR), die sich in einer schweren Krise befindet wegen Geldwäsche im Dienste der Mafia, Blockade von Korruptionsermittlungen, Schmiergeldaffären und geheimen Nummernkonten.
Scherer spricht neben seiner Muttersprache Portugiesisch fließend Englisch, Italienisch und Deutsch.
Nach der Rücktrittsankündigung von Papst Benedikt XVI. im Februar 2013 wurde er als papabile gehandelt. Auch 2025, nach dem Tod von Papst Franziskus, wurde er in Medien vereinzelt als papabile gehandelt.

## Mitgliedschaften
Odilo Pedro Kardinal Scherer ist Mitglied folgender Institutionen der Römischen Kurie:
- Kongregation für den Klerus (ab 2008[17], bestätigt 2014[18], bis 2022)
- Päpstlicher Rat für die Familie (seit 2009)[19]
- Rat der Kardinäle für organisatorische und ökonomische Probleme des Heiligen Stuhls (2009–2016)
- Päpstliche Kommission für Lateinamerika (seit 2009[20], bestätigt 2014[21])
- Päpstlicher Rat zur Förderung der Neuevangelisierung (2011–2022)[22]
- Kardinalskommission des Istituto per le Opere di Religione  (seit 2008/2013[23])
- Kardinalsrat zur Untersuchung der organisatorischen und wirtschaftlichen Angelegenheiten des Heiligen Stuhles und des Staates der Vatikanstadt[24]
- Kongregation für das Katholische Bildungswesen (seit 2013[25], ab 2023 Dikasterium für die Kultur und die Bildung[26])
- Dikasterium für die Evangelisierung, Sektion für die grundlegenden Fragen der Evangelisierung in der Welt (seit 2023)[27]

## Schriften
- Justo sofredor: uma interpretação do caminho de Jesus e do discípulo. Ed. Loyola, 1995